# Lambert (Oklahoma)
Lambert es un pueblo ubicado en el condado de Alfalfa en el estado estadounidense de Oklahoma. En el año 2010 tenía una población de 6 habitantes y una densidad poblacional de 20 personas por km².

## Geografía
Lambert se encuentra ubicado en las coordenadas 36°40′56″N 98°25′27″O / 36.68222, -98.42417 (36.682203, -98.424283).

## Demografía
Según la Oficina del Censo en 2000 los ingresos medios por hogar en la localidad eran de $31,250 y los ingresos medios por familia eran $31,250. Los hombres tenían unos ingresos medios de $23,750 frente a los $0 para las mujeres. La renta per cápita para la localidad era de $16,144. Alrededor del 0% de la población estaban por debajo del umbral de pobreza.